# Magdalena (kommun i Honduras, Departamento de Intibucá, lat 13,95, long -88,37)
Magdalena är en kommun i Honduras.   Den ligger i departementet Departamento de Intibucá, i den sydvästra delen av landet, 130 km väster om huvudstaden Tegucigalpa. Antalet invånare är 4 079. Arean är 42 kvadratkilometer.
Terrängen i Magdalena är kuperad.